# 陳子龍 (音樂人)
陳子龍（英語：Julian Chan），香港音樂人，流行歌曲創作者，羿瀧音樂文化(深圳)有限公司執行董事、總經理，亦是英皇娛樂音樂總監陳永明的兒子。
陳子龍曾與謝霆鋒、蕭敬騰、李克勤、陳柏宇、衛蘭、林欣彤、鍾欣潼、泳兒、鍾舒漫等歌手合作。

## 簡歷
陳子龍最初在大學時期修讀電子工程學，但後來源於一次實驗室的意外，令他發現根本志不在此，後來更退學並前往美國進修音樂，踏出了開展音樂事業的第一步。曾與謝霆鋒合作擔任編曲，有電音小王子的稱號，

其中憑合作歌曲《青空》入圍《第19屆CASH金帆音樂獎》的最佳編曲
，而《愛最大》入圍《第33屆香港電影金像獎》最佳原創電影歌曲提名。
陳子龍亦曾參與大型音樂節目《2018中國好聲音》及《蜜蜂少女隊》，為謝霆鋒的學員打造曲目，因此被稱為謝霆鋒御用製作人
。謝霆鋒曾在香港電台騷動音樂中，表示與陳子龍經歷了多年的合作後，培養了越來越好的默契，並笑稱陳子龍曾對他說：「化了灰也會銘記謝霆鋒所分享的作曲心得-『一首流行的副歌段落是不會超過5-7個音符‧』」
另外，他也為英皇娛樂創造了不少作品，其中包括與歌手陳凱彤的數次合作。

2020年，陳子龍於大型音樂真人秀節目《我們的樂隊》中與謝霆鋒再度合作，擔任現場音樂總監，於錄畢節目後為Tarzan泰山樂隊及七赫茲樂隊的新作擔任製作人，並作出新嘗試與歌迷分享歌曲《保重》背後的編曲製作過程。也幫忙提供協助予容祖兒與舒文錄製《東京人壽》，突破地域界限，促成他們各自身處香港與北京的遙距錄音。
2021年，陳子龍再次參與《2021中國好聲音》，在導師李克勤的帶領下協助學員伍珂玥贏得本屆總冠軍。

2022年，陳子龍亦有參與協助李克勤在大型音樂真人實境秀節目《聲生不息》的編曲工作，當中包括《傾城》及《傻女》。

除此之外，他亦曾嘗試為電影《廉政風雲》的主題曲擔任作曲及編曲，與作詞人Basy合作創作了《活埋》一曲
、也嘗試參與廣告歌曲製作。
除了商業創作，他亦不忘參與慈善工作，於九龍樂善堂成立136周年時參與了製作九龍樂善堂首支堂歌《樂善好施》，擔任作曲和參與編曲及監製。
此外亦曾經擔任歌唱比賽評判。

## 重點節目/演唱會
| 年份   | 節目/演唱會                                   | 擔任                                             |
| ------ | --------------------------------------------- | ------------------------------------------------ |
| 2011年 | 周杰倫高雄超時代演唱會                        | (謝霆鋒 Guitar Technician)                       |
| 2014年 | 陶喆【小人物狂想曲】臺北演唱會                | (謝霆鋒 Guitar Technician)                       |
| 2016年 | 浙江衛視《蜜鋒少女隊》                        | 音樂總監 (謝霆鋒導師) 及所有鋒隊改編歌曲（編曲） |
| 2017年 | 汪明荃50周年晚會                              | 王梓軒《迷人Pink Lady》(編曲)                    |
| 2017年 | 浙江衛視《中國新歌聲2》                       | 專業評審                                         |
| 2017年 | 《Then & Now》Night with Lillian 陳凱彤演唱會 | (Band Leader)                                    |
| 2017年 | 《決戰食神》英皇超級巨星演唱會                | (謝霆鋒歌曲改編及演奏)                           |
| 2018年 | 浙江衛視《中國好聲音》                        | 謝霆鋒導師 音樂總監                              |
| 2018年 | BOYZ 《THE UNBOXING LIVE 演唱會》             | 樂隊總監                                         |
| 2018年 | 浙江衛視《2018 中國好聲音》                   | 謝霆鋒音樂總監                                   |
| 2019年 | 湖南衛視《歌手2019》                          | 許靖韻《我恨我癡心》製作人                       |
| 2019年 | 謝霆鋒《2019江蘇衛視跨年演唱會》              | 樂隊總監                                         |
| 2019年 | 謝霆鋒《澳門MGM音樂節》                       | 樂隊總監                                         |
| 2019年 | 關智斌 《KENNY IS BORN 紅館演唱會》           | 樂隊總監                                         |
| 2020年 | 浙江衛視《中國好聲音》                        | 謝霆鋒導師 音樂總監                              |
| 2020年 | 《6.18天貓超級晚》                            | 謝霆鋒音樂總監                                   |
| 2020年 | 《BiliBili 跨年晚會》                         | 謝霆鋒音樂總監                                   |
| 2020年 | 《TME LIVE 謝霆鋒鋒狂搖滾線上音樂會》         | 音樂總監                                         |
| 2020年 | 《金雞百花電影節頒獎典禮》                    | 謝霆鋒＋郎朗 表演編曲                            |
| 2020年 | 《湖南衛視跨年晚會》                          | 謝霆鋒音樂總監                                   |
| 2020年 | 《湖南雙11開幕盛典》                          | 謝霆鋒音樂總監                                   |
| 2020年 | 芒果TV/江蘇衛視《我們的樂隊》                 | 藝人音樂總監＋樂隊總監                           |
| 2020年 | 浙江衛視《2020 中國好聲音》                   | 音樂總監 (謝霆鋒導師)                            |
| 2020年 | 《TME LIVE 謝霆鋒鋒狂搖滾線上音樂會》         | 音樂總監                                         |
| 2021年 | 《TME LIVE TWINS 20周年慶生會》               | 音樂總監                                         |
| 2021年 | 容祖兒《薛丁格的貓》演唱會                    | 音樂總監                                         |
| 2021年 | 容祖兒《薛丁格的貓》演唱會                    | 音樂總監                                         |
| 2021年 | 浙江衛視《中國好聲音》                        | 冠軍導師 李克勤 音樂總監                         |

## 音樂作品

### 2012年
|                                        |  |
| - 林峯 - Because Of You （作曲、編曲） |  |

### 2013年
|                                                      |  |
| - 謝霆鋒 - 愛最大 （電影《救火英雄》主題曲）（編曲） |  |

### 2014年
| |  |
| - 林欣彤 - 奇遇記 （作曲、編曲） - 林欣彤 - 食物鏈 （作曲、編曲） - 謝霆鋒 - 鋒味（12道鋒味主題曲）（作曲、編曲、監製） - 謝霆鋒 - 我存在 （作曲、編曲、監製） |  |

### 2015年
| |  |
| - 陳凱彤 - 肆無忌憚 （作曲、編曲） - 陳凱彤 - 小確幸 （作曲、編曲、監製） - 陳凱彤 - 第一眼 （作曲、編曲、監製） - 謝霆鋒 - 回甘 （編曲） |  |

### 2016年
| |  |
| - 陳柏宇 - 乜青 （作曲） - 陳凱彤 - Ah Oh （作曲、編曲） - 陳凱彤 - 二見不合 （作曲、編曲） - 陳翔 - 我瘋你 （編曲） - 陳翔 - 呼嘯而過 （編曲） - 陳翔 - 伯爵 （編曲） - 陳翔 - 灰色風箏 （編曲） - 陳翔 - 旅行家 （編曲） - 陳翔 - 飆 （編曲） - 曾詠熙 - 一個人的感動 （作曲） - 謝霆鋒 - 衝破 （電影《驚心破》主題曲）（編曲） - 鍾舒漫 & 許靖韻 & 陳凱彤 - 我們仨 （編曲、監製） - BINGO - 好好愛 （作曲、編曲） - BINGO - Hurt Me Boy （作曲、編曲、監製） - 林建予 - 不爽忘記你 （編曲） - 歐豪 - 一生何求（電影《少年》主題曲）（編曲、監製） - 樂善堂堂歌 - 樂善好施（作曲、編曲、監製） |  |

### 2017年
| |  |
| - 泳兒 - 習慣愛你 （編曲、監製） - 泳兒 - 不要走太遠 （編曲、監製） - 泳兒 - You Are My Sunshine （編曲、監製） - 衛蘭 - 一格格 （作曲、編曲） - 蜜蜂少女隊 - Lady Bees （編曲） |  |

### 2018年
| |  |
| - 曾樂彤 - 我我 （編曲） - 劉安琪 - 東宮 （編曲） - 謝霆鋒 - 青空 （編曲、監製） - 謝霆鋒 - 空 （編曲） - 謝霆鋒 - 放肆 （作曲、編曲） - 謝霆鋒 - 異想天開 （作曲、編曲） - 謝霆鋒 - 有火 （作曲、編曲、監製） - 鍾欣潼 - 你不會懂（電視劇集《動物系戀人啊》片尾特別指定曲） （作曲、編曲） - 鍾欣潼 - 親愛的別讓我再想你 （編曲） - 鍾欣潼 - 我有你 （編曲） - 鍾欣潼 - 幸福出發 （編曲） |  |

### 2019年
| |  |
| - 麥亨利 (Henry Mak) - 城堡 （網劇《PTU機動部隊》插曲）（作曲、編曲） - 麥亨利 (Henry Mak) - Take It Off（監製） - 麥亨利 (Henry Mak) - Go Away（監製） - 李克勤 - 活埋 （電影《廉政風雲 煙幕》主題曲 粵語版）（作曲、編曲） - 李克勤 - 混亂 （電影《廉政風雲 煙幕》主題曲 國語版） （作曲、編曲） - 謝霆鋒 - 塑造 （作曲、編曲、監製） - 謝霆鋒 - 深淵 （作曲） - 關智斌 - 頭頂有角 （監製） - 曾樂彤 - 永恆少年 （監製） |  |

### 2020年
| |  |
| - 曾詠熙 - Right Of Way（優先權） （編曲） - 蕭敬騰 - 我說了算 （《我們的樂隊》主題曲）（編曲） - 蕭敬騰 - 保重 （編曲） - 謝霆鋒 - 善良 （編曲） - 謝霆鋒 - 感應 （編曲、監製） - 許靖韻 - 假戲真意（鬢邊不是海棠紅 ost ） （編曲、監製） - 關智斌 - 日月 （作曲、編曲、監製） - 溫碧霞 - Make You Smile （編曲、監製） - 馬思惠 - 一時一樣 （監製） - 馬思惠 - 不如不愛 （監製） - 七赫茲樂隊 - 不要 （作曲、編曲） - Tarzan泰山樂隊 - 無心理會 |  |

### 2021年
| |  |
| - 馬思惠 - 另一半（監製） - 馬思惠 - 寵壞（監製） - 王紫格 - Double Face - 謝霆鋒 & 泰山樂隊 - 非你不可 （編曲、監製） - 謝霆鋒 - 對峙 （電影《怒火》主題曲）（編曲、監製） - 溫碧霞 - 只是太愛你 （重新編曲） （編曲、監製） - 劉文君 - 愛上寂寞 （編曲、監製） - 李克勤 - 秒針 - 麥亨利 (Henry Mak) - 有感（監製） - 傅欣瑶 - 原本的你 （編曲） - 傅欣瑶 - 最後對白 （編曲） - 容祖兒 & 蔡卓妍 & 鍾欣潼 - 容我sa嬌（綜藝《因為是朋友啊》主題曲）（編曲、監製） - F.I.R.飛兒樂團 - 一百年後 （作曲） - Tarzan泰山樂隊 - 兵臨城下 - Tarzan泰山樂隊 - 為了 - Twins - 很高興認識你 - 蘇星婕 - 幾句話而已 |  |

### 2022年
| |  |
| - 賀三 - Party No.3 三派對 - 賀三 - 愛 • 未來 (國) - 容祖兒 & 蔡卓妍 & 鍾欣潼 - 粉紅色的一生 - 容祖兒 & 蔡卓妍 & 鍾欣潼 - 情書 - 斯丹曼簇 - 奮不顧身 - F.I.R.飛兒樂團 - 龍的崛起 - 張紫甯 - 海風與晚星 - 許靖韻 - 最黑暗的光 - 四喜丸子 - 蜀漢無雙 - 傅欣瑤 - 單行道 |  |

### 2024年
|                                                                           |  |
| - 張學友 - 很遠的地方（粵） （編曲） - 張學友 - 很遠的地方（國） （編曲） |  |

### 2025年
| |  |
| - 謝霆鋒 - 逆行 （編曲、監製） - 謝霆鋒 & 歐陽娜娜 - 香水 （編曲） - Gin Lee - 白夜行 （編曲、監製） - Gin Lee - 白夜行 極夜版 （編曲、監製） - 張與桐 - 攀 （監製） |  |

## 得獎及提名
- 2012年 - 24屆CASH 流行曲創作大賽冠軍
- 2014年 - 第33屆香港電影金像獎最佳原創電影歌曲提名
- 2016年 - 2016年度勁歌金曲頒獎典禮最佳合唱歌曲獎銀獎
- 2019年 - 入圍第19屆CASH金帆音樂獎最佳編曲

## 外部連結
- 陳子龍的Instagram帳戶
- 陳子龍的新浪微博